# Giuseppe Vacciano

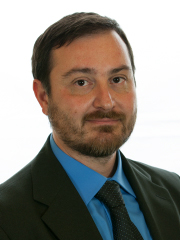
Giuseppe Vacciano

Giuseppe Vacciano (geboren 15. September 1972 in Neapel) ist ein italienischer Politiker.

## Leben
Giuseppe Vacciano absolvierte eine Berufsausbildung bei einer Bank und schloss diese 1991 mit der Buchhalterprüfung ab. 1994 bewarb er sich bei der Banca d’Italia und wurde zunächst in Ravenna eingesetzt. Seit 2006 arbeitet er in der Zweigniederlassung in Latina.
Vacciano bewarb sich 2011 mit Unterstützung von Beppe Grillo, dem Vorsitzenden der 2009 gegründeten Partei MoVimento 5 Stelle (M5S), bei der Kommunalwahl für den Bürgermeisterposten in Latina, erhielt aber nur knapp über 1 Prozent der Stimmen. Vacciano wurde 2013 bei den Parlamentswahlen auf einen der Sitze in den Italienischen Senat gewählt, die auf das M5S entfielen.
In der Folge stimmte Vacciano nicht immer mit M5S-Fraktion ab, sondern gab gelegentlich auch weiße Stimmzettel ab, was auf die Unterstützung der von der Partito Democratico gestellten italienischen Regierung hinauslief. Er verließ am 29. September 2013 die Fraktion des M5S. Um die Konflikte zu beenden und um sich wieder seinem Beruf widmen zu können, reichte er im Dezember 2014 beim Senatspräsidenten seinen Rücktritt ein. Der Senat muss einem Mandatsverzicht mit einer Mehrheitsentscheidung zustimmen, der Verzicht wird allerdings in der Regel zunächst abgelehnt, damit das Senatsmitglied noch einmal Zeit hat, seine Gründe zu überprüfen, so geschehen am 15. Februar 2015. Der Senat hat auch in der zweiten Abstimmung am 16. September 2015 den Rücktritt verworfen. Gründe dafür werden in der Parteienarithmetik vermutet, weil der Nachrücker dann wieder von der M5S gestellt würde, die in Opposition zum Bündnis der Regierung Renzi steht.